# Текоп
Текоп (нід. Teckop) — селище в нідерландській провінції Утрехт. Входить до муніципалітету Вурден. Наразі у ньому нараховується близько 40 будинків.
До 1857 року мало статус окремого муніципалітету.

## Галерея

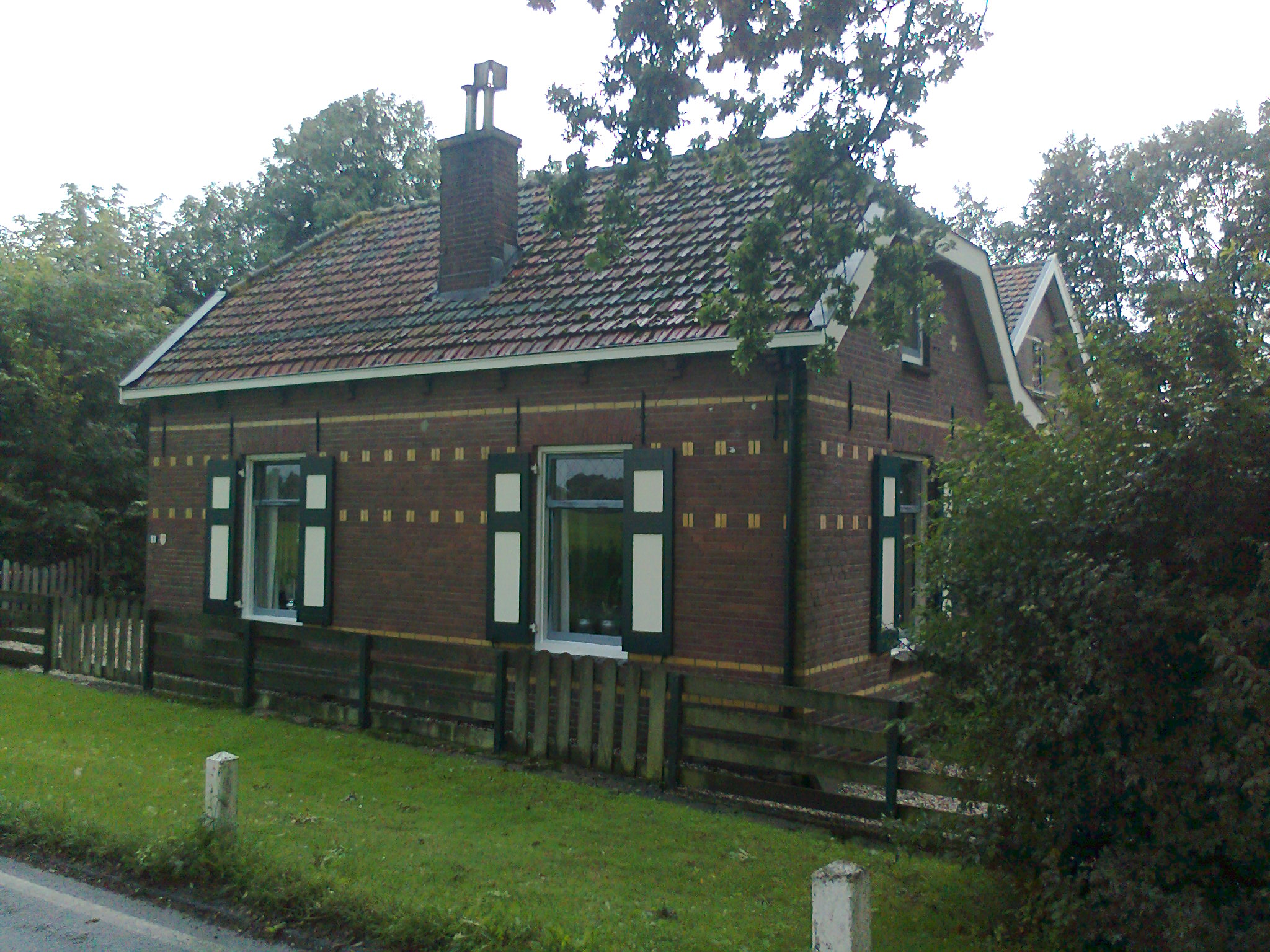
Насосна станція
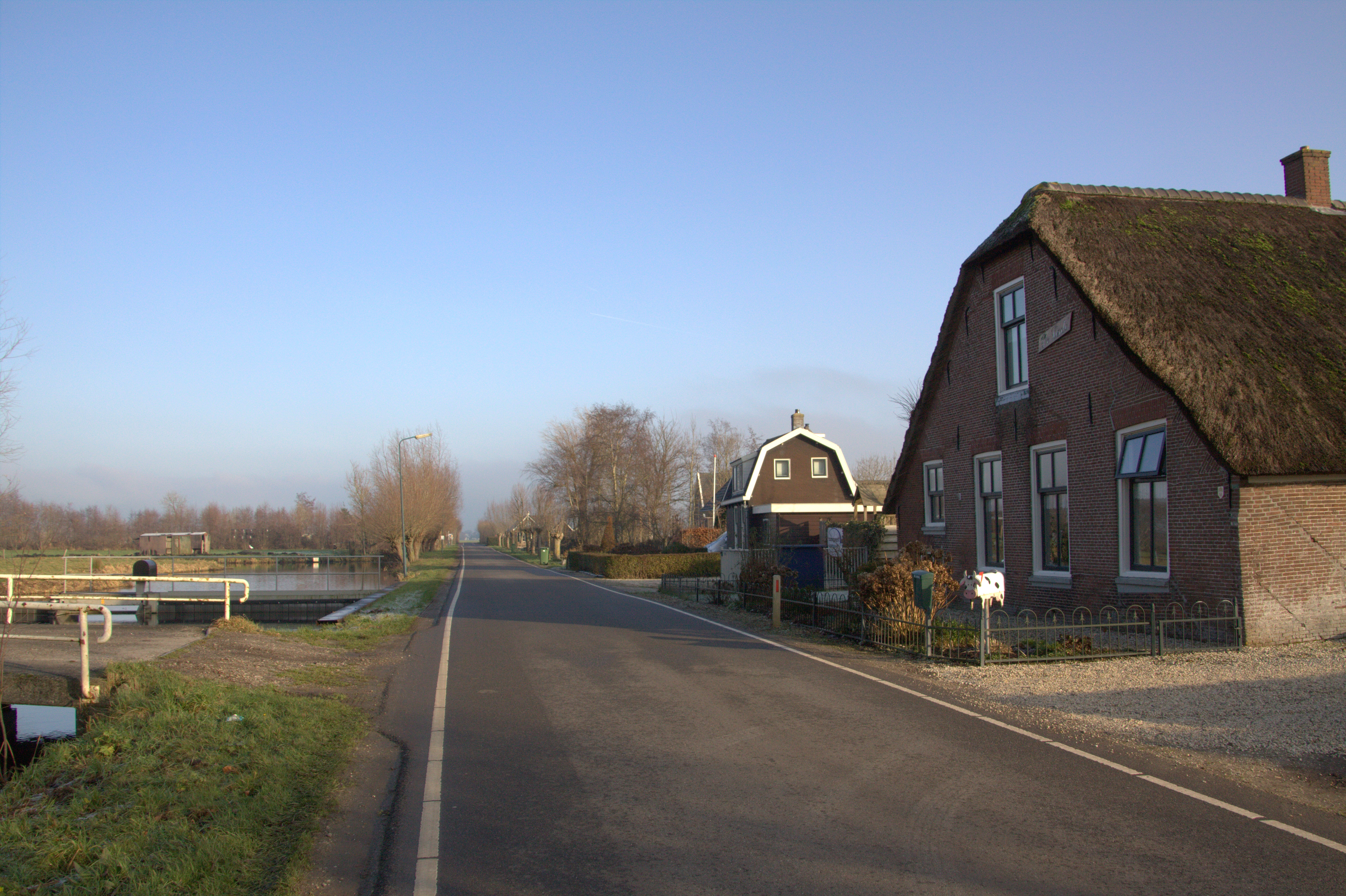
Ферма De Lente
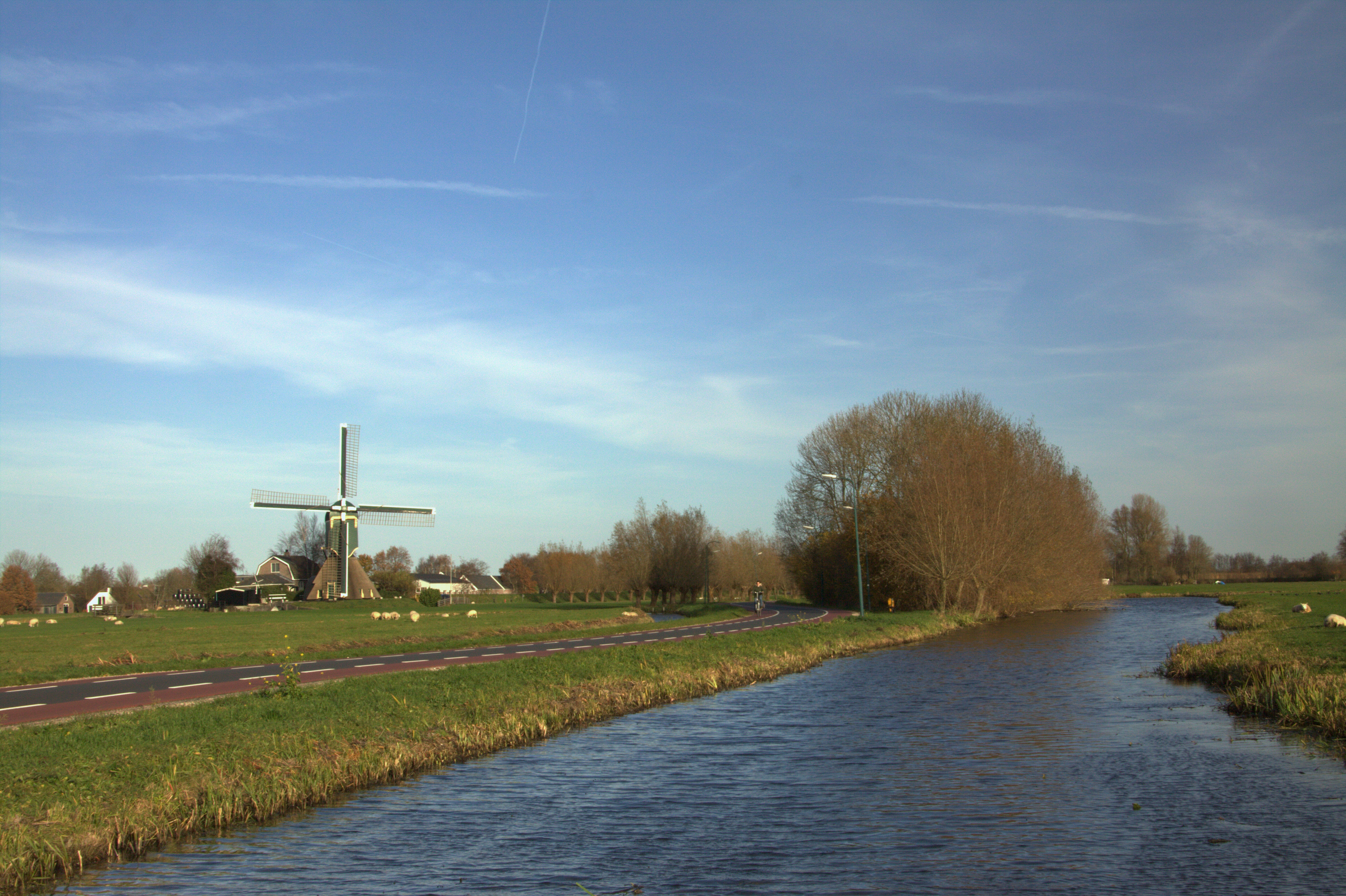
Вітряк